# Pedro José Cevallos
Pedro José Cevallos y Fernández Salvador (Quito, 1830-Quito, 11 de noviembre de 1892) fue Presidente del Ecuador desde el 1 de julio de 1888 hasta el 17 de agosto de 1888 y vicepresidente desde 1886 hasta 1890. 
Desde abril hasta agosto de 1891 durante la presidencia de Antonio Flores fue ministro de la Instrucción Pública, Asuntos Internos y Externos.
Dos años antes de su muerte, acaecida el 11 de agosto de 1892, fue elegido miembro de número de la Academia Ecuatoriana de la Lengua.
| Predecesor: Agustín Guerrero Lizarzaburu | Vicepresidente de la República de Ecuador 1 de julio de 1886 - 30 de junio de 1890                     | Sucesor: Pablo Herrera González       |
| Predecesor: Francisco Xavier Salazar     | Ministro de Relaciones Exteriores y de Gobierno del Ecuador 16 de abril de 1891 - 15 de agosto de 1891 | Sucesor: Agustín Guerrero Lizarzaburu |